# Heavy (Heavy D)
Heavy è il secondo album solista del rapper statunitense Heavy D, pubblicato nel 1999 dalla Universal. La produzione, affidata a Erick Sermon e al duo The Ummah (Q-Tip e Jay Dee), contribuisce a dare al disco un suono attuale. È l'ultimo prodotto di Heavy D a classificarsi nella Billboard 200 e nella classifica degli album hip hop.
| Recensione | Giudizio |
| ---------- | -------- |
| AllMusic   | [ 1 ]    |

## Tracce
Musiche di Tony Dofat (tracce 1-3, 5-6, 8-11), Heavy D (tracce 2, 5 e 10), Jay Dee (traccia 4), Erick Sermon (tracce 7 e 12), The Ummah (traccia 11).
1. Like Dat Dhere – 3:37
2. Imagine That – 3:51
3. You Know (feat. Cee-Lo) – 3:51
4. Listen (feat. Q-Tip) – 3:26
5. Don't Stop – 4:03
6. Dancin' In the Night – 4:15
7. Ask Heaven (feat. Chico DeBarge) – 4:36
8. On Point (feat. Big Pun & Eightball) – 4:37
9. Spanish Fly – 3:39
10. I Know You Love Me – 2:16
11. I Don't Think So – 3:34
12. You Nasty Hev – 3:25

## Classifiche

### Classifiche settimanali
| Classifica (1999)         | Posizione massima |
| ------------------------- | ----------------- |
| Stati Uniti               | 60                |
| US Top R&B/Hip-Hop Albums | 10                |